# Argiro
Argiro (c. 1000–1068) fue un noble lombardo y general bizantino, hijo de Melo de Bari.

## Biografía
Hijo de Melo de Bari y de Maralda, Argiro tuvo un peso relevante en la historia de Italia meridional y en la consolidación del dominio normando.
En 1011, tras la derrota del padre que se había rebelado contra los bizantinos, Argiro fue hecho prisionero y trasladado a Constantinopla junto con su madre. No se sabe si Argiro fue tratado como prisionero, o más bien, entró allí directamente en contacto con la corte: de hecho, no se puede excluir que Argiro (nombre típicamente griego, que quizás su padre Melo no le habría puesto) no haya sido su nombre de bautismo, sino un sobrenombre que le fuera dado en Constantinopla por el emperador Romano III que pertenecía a la familia de los Argiros.

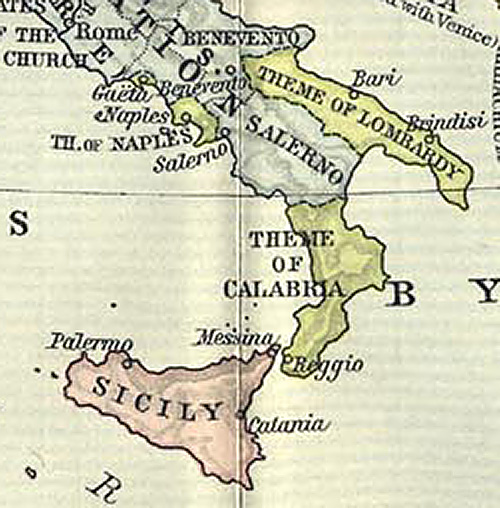
Italia meridional en el

Su retorno a Apulia en 1039 se debió a un preciso encargo militar de alto rango: el emperador Miguel IV Paflagonio lo envió a Italia para restablecer el orden en Apulia donde las tropas, que en Sicilia se habían opuesto al general Jorge Maniaces guiaban una insurrección contra el catapán Nicéforo Dukiano y habían asesinado a Mottola, un funcionario imperial. Al año siguiente Argiro los derrotó totalmente, las milicias fueron disueltas, dos de sus jefes, Musando y Juan de Ostuni, fueron hechos prisioneros en Bari, otros cuatro fueron ahorcados en la misma ciudad y otro en Áscoli.
El escenario cambió en 1041: con la muerte del emperador Miguel IV (diciembre), Zoe de Bizancio cayó en desgracia en la corte y Argiro se colocó de parte de los legitimistas macedonios, que sostenían a Zoe y a Teodora de Bizancio (las hijas de Constantino VIII), contra el nuevo emperador Miguel V. Argiro apoyó la revuelta antibizantina de los lombardos (guiados por Arduino de Melfi) y de los normandos (con Ranulfo Drengot como jefe) colocándose al mando de la insurrección; en febrero de 1042 en Bari en la iglesia de san Apolinar los caballeros normandos, junto a los bareses, eligieron a Argiro como su jefe y lo nombraron duque de Apulia (el mismo título que tuviera su padre Melo). En julio Argiro derrotó también a Romano de Matera y conquistó Giovinazzo, mientras a menudo los soldados normandos se abandonaban a excesos tras la conquista de las ciudades, contra el querer de Argiro.
Luego Argiro regresó a la fidelidad a Bizancio cuando Zoe volvió a la corte y se casó con Constantino IX Monómaco. El emperador invitó a Argiro a retomar su rol en el ejército bizantino y en septiembre de 1042, durante un asedio que con los normandos había puesto a Trani, Argiro abandonó a los insurrectos y aceptó, entre otras cosas, el nombramiento de comandante de los ejércitos imperiales en Italia.
Al año siguiente Argiro fue derrotado por los normandos en la batalla de Venosa y dado que la situación favorecía a los normandos de Guillermo Brazo de Hierro, en 1046 se refugió en Bizancio. Aquí se ganó el aprecio del emperador sofocando en 1047 una revuelta de León Tornikio Kontoleon, que había atentado contra el emperador. También por entonces entró en conflicto con el patriarca Miguel Cerulario.
En 1050 recibió el encargo de Magister, Vestis et Dux Italiae, Calabriae, Siciliae, Paphlagoniae, o bien de nuevo catapán: volvió a Apulia en marzo de 1051, capturó a los gobernadores de Bari, Pedro y Romualdo; y los mandó encadenados a Constantinopla; en agosto, obtenido el apoyo de la población local, comenzó a tramar contra los normandos logrando hacer asesinar a su jefe, Drogo de Altavilla. En 1052 inició conversaciones con el Papa León IX para derrotar a los normandos, quienes aumentaban cada vez más sus dominios en Italia meridional.
La batalla decisiva se desarrolló en Civitate el 18 de junio de 1053: el papa, al mando de las tropas alemanas y lombardas, fue derrotado y capturado, mientras que Argiro al mando de los griegos fue derrotado a su vez en Siponto, donde había llegado por mar: obligado a huir, se refugió en Vieste. En este lugar más seguro y defendible con respecto a Bari, estableció la nueva sede del catapanato de Italia (esto sería confirmado por la presencia en Vieste del así llamado Palazzo du Catapone, pero Magister Vestis no tiene referencias a la ciudad de Vieste).
Desde allí, Argiro envió una embajada a Enrique III con la esperanza de obtener ayudas (mayo de 1054), pero sus intentos diplomáticos fueron interrumpidos bruscamente: Miguel Cerulario, que en el verano había promovido el cisma de Oriente, gracias a la influencia que tenía sobre la emperatriz Teodora hizo traer a Argiro a Bizancio.
Sólo en 1057, con la llegada al trono de Isaac Comneno, Argiro fue reintegrado y pudo retomar las conversaciones para combatir a los normandos: contactó con el Papa Esteban IX, envió una carta a Berardo, abad de Farfa, recibió una embajada de Desiderio, por entonces abad de Montecassino. Pero nuevamente y tras la muerte del Papa y con él del diálogo, ya que Nicolás II se alineó con los normandos, fue destituido del rol de catapán. Tras este hecho no se tienen más noticias sobre él. Quizás murió en Bari el año 1068 (algunos afirman que en Vieste, otros que en Atella). Antes de morir donó seis mil bizancios y un vestido de seda a la abadía de Farfa (este vestido se conserva aún).